# Jordi Sànchez i Picanyol
Jordi Sànchez Picanyol (Barcellona, 1º ottobre 1964) è un politico e attivista spagnolo, presidente dell'Assemblea nazionale catalana (ANC) dal maggio 2015 e al novembre 2017.
È stato imprigionato nell'ottobre 2017, accusato di sedizione in relazione al referendum sull'indipendenza catalana. Nel marzo 2018, in seguito alle elezioni regionali catalane di dicembre, è stato proposto come candidato alla presidenza dal principale partito indipendentista Junts per Catalunya, guidato dall'ex presidente Carles Puigdemont, in esilio Belgio. Il 10 luglio 2018 un giudice della Corte suprema lo ha sospeso come deputato dal Parlamento della Catalogna.
Alle elezioni generali del 2019 è stato a capo di Junts per Catalunya per la Provincia di Barcellona. Dopo essere stato eletto membro per il Congresso dei deputati, ha rassegnato le dimissioni da membro del Parlamento della Catalogna il 18 maggio 2019. Ha prestato giuramento il 20 maggio 2019, ma il 24 maggio, su raccomandazione della Corte suprema, il Consiglio del Congresso ha sospeso lui e altri leader dell'indipendentisti catalani che erano stati eletti. Nell'ottobre 2019 è stato condannato per sedizione dalla Corte suprema spagnola a una pena di nove anni di prigione.